# Contuboel
Contuboel est un des sept secteurs appartenant à la région Bafatá du Guinée-Bissau. En 2009, il comptait 46 064 habitants.